# Île Michigan
Michigan Island est l'une des îles des Apôtres du lac Supérieur, dans le nord du Wisconsin, au large de la péninsule de Bayfield.
L'île n'a pas d'habitants et fait partie de l'Apostle Islands National Lakeshore , une aire protégée gérée par le National Park Service des États-Unis situé dans le comté d'Ashland.
L'île est le site du phare de Michigan Island en activité et de son ancien phare construit en 1857.

## Galerie

Localisation des îles des Apôtres
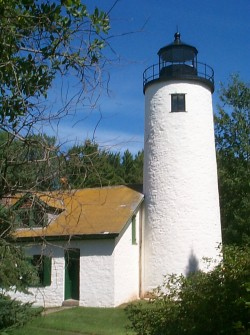
L'ancien phare
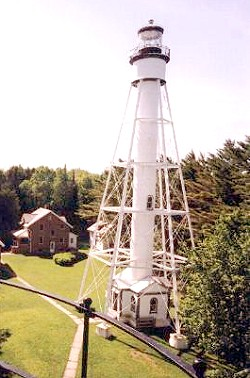
Le phare actuel